# Duff Beer
Duff er navnet på et fiktivt ølmærke, som er kendt fra serien The Simpsons. Bryggeriets maskot er Duffman, som nærmest er indbegrebet af Duff for mange. Duff-bryggeriet har dog igennem sin historie også haft andre maskotter, bl.a. en Duff-familie (Duffboy og Duffgirl), som skulle høre til Duffman. Andre maskotter har været Simpson-familiens hund Julemandes lille hjælper og en fuld haj.
Duff-øl er sponser for Springfields baseballhold Isotopes og har årlige kalenderkonkurrencer blandt bartendere, som gerne vil have deres billede på en Duff-kalender. 
Duff går på et tidspunkt midlertidigt konkurs, da Springfield genindfører en gammel lov om alkoholforbud. Duff forsøger så, at sælge alkoholfri øl, da de påstår at deres kunder kun drikker Duff på grund af smagen. Kort efter lukker chefen bryggeriet.
Duff Beer er en parodi på en sterotyp amerikansk ølproducent: dårlig kvalitet, billig og overannonceret.
Hovedkonkurrenten er Fudd Beer, som er populær i Springfields naboby og ærkefjende Shelbyville.
Af kendte Duffdrikkere kan nævnes alle gæster på Moe's Tavern (som bl.a. inkluderer Homer Simpson og Barney Gumble).

## Liste over fiktive Duff-varianter
- Duff (almindelig)
- Duff Lite
- Duff Dry
- Duff Jr.
- Duff Dark
- Lady Duff
- Duff Lager
- Raspberry Duff
- Tartar Control Duff
- Henry K. Duff's Private Reserve
- Duff Blue (slogan: "Tap into the peppermint glacier")
- Duff Stout ("the beer that made Ireland famous," ifølge Duffman)
- Duff Zero non-alcoholic beer
- Duff Extra Cold
- Duff Microbrew
- New Duff
- Duff Gummi Beers
- Duff Experimental
- Duff Red
- Duff Ice
- Duff Special Reserve
- Duff Draft
- Duff Malt
- Duff Christmas Ale
- Duff Amber Fire-Brewed Barley Export
- Duff's Double-Dunkin' Breakfast Lager

En bemærkelsesværdig ting ved Duff er at det hele kommer fra de samme rør, men blot bliver puttet på forskellige flasker, og solgt som flere forskellige varianter.
I The Simpsons Game kan man få Duff-ølflasker som trofæer hvis man samler Duff-kapsler.
- Choco Duff Dark
- Dino Duff
- Hi-Cal Duff
- Deep Fried Duff
- Gloxnar Duff
- 8-Bit Duff
- Ye Olde Duff
- Star Spangled Duff
- Turn Based Duff
- Special Reserve Duff
- Pearly Duff
- Giant Duff Keg

## Duff i virkeligheden
I slutningen af 1990'erne bryggede en australier en Duff-øl, men 20th Century Fox sagsøgte ham og vandt. Andre udgaver af Duff kan findes i USA, England og Tyskland.
Man kan i dag få Duff-øl hos diverse specialforretninger, men mest i udlandet.[kilde mangler]